# تادئوش میتنیک
تادئوش میتنیک (لهستانی: Tadeusz Mytnik؛ زادهٔ ۱۳ اوت ۱۹۴۹) دوچرخه‌سوار اهل لهستان بود.
وی در مسابقات کشوری و بین‌المللی در مجموع برندهٔ ۲ مدال طلا، ۱ مدال نقره، ۱ مدال برنز شده‌است.